# Гуљијелми (Фрозиноне)
Гуљијелми је насеље у Италији у округу Фрозиноне, региону Лацио.
Према процени из 2011. у насељу је живело 55 становника. Насеље се налази на надморској висини од 164 м.